# Esperanza (Agusan del Sur)
Esperanza è una municipalità di prima classe delle Filippine, situata nella Provincia di Agusan del Sur, nella Regione di Caraga.
Esperanza è formata da 47 baranggay:
- Agsabu
- Aguinaldo
- Anolingan
- Bakingking
- Balubo
- Bentahon
- Bunaguit
- Catmonon
- Cebulan
- Concordia
- Crossing Luna
- Cubo
- Dakutan
- Duangan
- Guadalupe
- Guibonon
- Hawilian
- Kalabuan
- Kinamaybay
- Labao
- Langag
- Maasin
- Mac-Arthur
- Mahagcot

- Maliwanag
- Milagros
- Nato
- New Gingoog
- Odiong
- Oro
- Piglawigan
- Poblacion
- Remedios
- Salug
- San Isidro
- San Jose
- San Toribio
- San Vicente
- Santa Fe
- Segunda
- Sinakungan
- Tagabase
- Taganahaw
- Tagbalili
- Tahina
- Tandang Sora
- Valentina